# Immatérialisme
L'immatérialisme est une doctrine philosophique qui nie l'existence de la matière et affirme qu'il n'y a dans le monde que des êtres spirituels ou immatériels. Cette doctrine est attribuée à George Berkeley et Arthur Collier par de nombreux commentateurs en philosophie. Elle ne doit pas être confondue avec d'autres doctrines proches dont elle se distingue pourtant, comme le scepticisme et l'occasionnalisme. L'immatérialisme de Berkeley a été qualifié d'« idéalisme dogmatique » par Kant. Kant pense que selon Berkeley, il n'existe que des idées dans notre esprit et aucun corps matériel extra-mental. L'idéalisme objectif est également fondé sur l'immatérialisme (Leibniz). Toutefois, contrairement aux idéalistes subjectifs, l'idéalisme objectif postule l'existence d'une matière dénuée de substrat matériel. 
Le critique littéraire Albert Thibaudet emploie également le terme pour qualifier la poésie d'Alphonse de Lamartine. Il associe la poésie lamartinienne à l'« imprécision » des images.

## L'immatérialisme de Berkeley

### Esprit et perception
George Berkeley utilise le terme d'immatérialisme en passant, dans les Trois dialogues entre Hylas et Philonous, et depuis il est souvent utilisé pour qualifier sa philosophie. Le terme est commenté par les spécialistes de Berkeley, par exemple Roselyne Dégremont, qui veut démontrer que cette philosophie n'a rien de solipsiste ou d'égoïste : ce n'est pas parce qu'il n'existe que des esprits, que nous ne percevons pas d'esprits extérieurs à nous.

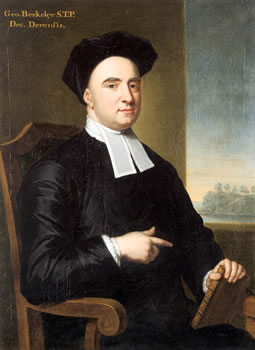
George Berkeley, l'inventeur de l'immatérialisme.

Berkeley résume l'immatérialisme par la maxime ontologique : « esse est percipi aut percipere », qui signifie : « être, c'est être perçu ou percevoir ». Seuls les esprits ont une réalité substantielle, les objets dits « matériels » pouvant être réduits à une somme de qualités perçues. Berkeley argumente de la façon suivante : 
« Je dis que la table sur laquelle j'écris existe, c'est-à-dire que je la vois et la touche ; et, si je n'étais pas dans mon bureau, je dirais que cette table existe, ce par quoi j'entendrais que, si j'étais dans mon bureau, je pourrais la percevoir ; ou bien, que quelque autre esprit la perçoit actuellement. « Il y eut une odeur », c'est-à-dire, elle fut sentie ; « il y eut un son », c'est-à-dire, il fut entendu ; « il y eut une couleur ou une figure » : elle fut perçue par la vue ou le toucher. [...] quant à ce que l'on dit de l'existence absolue de choses non pensantes, sans aucun rapport avec le fait qu'elles soient perçues, cela semble parfaitement inintelligible. [...] il n'est pas possible qu'elles aient une existence quelconque en dehors des esprits ou des choses pensantes qui les perçoivent. »
Cela ne veut pas dire que ce que nous percevons n'est pas réel, au contraire, Berkeley prend l'exemple d'une cerise et la qualifie de « réelle ». Cela veut seulement dire que la cerise en question n'est qu'un ensemble de qualités perçues au moyen de nos sens (« mollesse », « humidité », « rougeur », « acidité »). Si nous supprimons ces qualités, nous ne pouvons plus rien dire de l'objet. Une cerise sans aucune caractéristique sensible serait du pur néant, selon Berkeley. Ainsi, c'est parce que la matière pure et substantielle (dénuée de toutes qualités phénoménales) ne peut absolument pas être perçue, qu'elle n'existe pas. L'immatérialisme de Berkeley est également un nominalisme, pour les mêmes raisons : il nie l'existence absolue d'idées abstraites et universelles, invisibles. Toute idée est une perception se logeant dans un esprit percevant, donc toute idée est nécessairement sensible et particulière selon lui. Dominique Berlioz écrit que « son nominalisme, entendu comme la négation de l'existence des universaux ne fait guère de doute ». Les idées générales ne sont que des conventions de langage, regroupant commodément des paquets de perceptions.

### L'idée de Dieu
Puisqu'il faut bien que le monde entier puisse à son tour être perçu, pour exister de façon générale, Berkeley en profite pour donner une sorte de preuve de l'existence de Dieu : ce dernier est justement l'esprit par excellence, qui perçoit toutes choses même quand aucun être humain ne les perçoit. L'idée de Dieu permet d'assurer la permanence des idées : son existence fait que « le bouleau » que je perçois aujourd'hui, est le même que celui d'hier, même si ma perception s'est remise à neuf. Berkeley, qui était un évêque anglican, récuse ainsi l'athéisme et le scepticisme, et lui attribuer de telles doctrines serait une erreur.

### Critiques

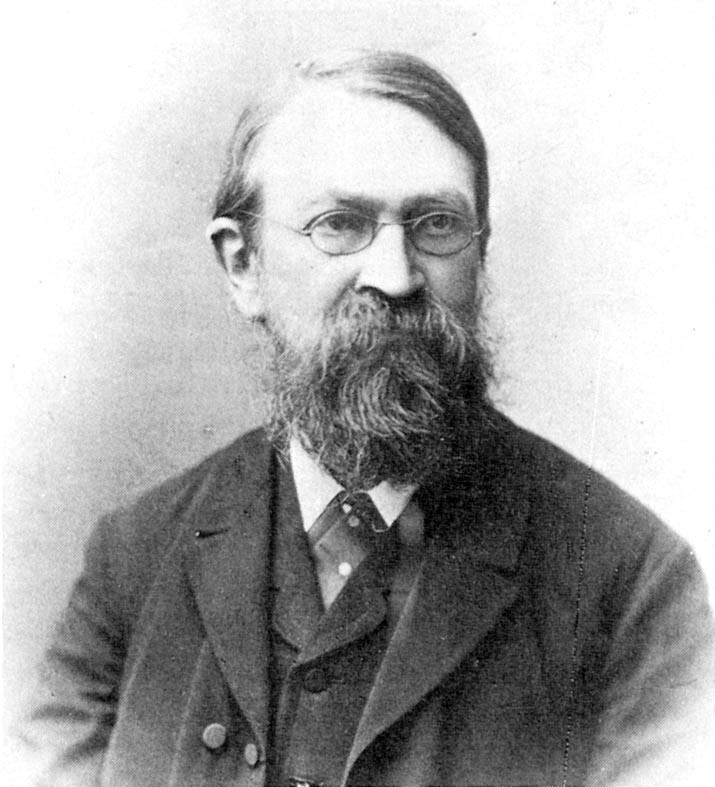
Le physicien Ernst Mach, dont la philosophie idéaliste a été rapprochée de l'immatérialisme.

L'immatérialisme de Berkeley a été critiqué, caricaturé et ridiculisé. Selon Jean-Pierre Leyvraz, ses adversaires ont prétendu que cette philosophie « supprime la réalité, transforme le monde en un rêve inconsistant, où les choses se changent en idées, le monde entier en songe subjectif ». Cette doctrine n'a pas été prise au sérieux, elle a été maintes fois négligée de façon condescendante, qualifiée de « fumeuse » et d'« utopique ».
Pourtant, des auteurs marxistes ont pris soin de la réfuter point par point, dans l'optique de défendre le matérialisme. Lénine considère l'immatérialisme berkeleyen, qu'il nomme « idéalisme subjectif », comme la matrice et le modèle de tous les idéalismes de son temps. La philosophie soutenue par les épistémologues Ernst Mach et Avenarius est assimilée à l'immatérialisme, et ces deux auteurs sont particulièrement visés par la critique de Lénine. Le révolutionnaire et théoricien russe écrit que « la doctrine d'Ernst Mach, suivant laquelle les choses sont des complexes de sensations, n'est qu'idéalisme subjectif, que rabâchage de la théorie de Berkeley ».
Georges Politzer reprend les critiques de Lénine et cherche à réduire l'influence de l'immatérialisme, selon lui massive, dans l'enseignement de la philosophie de son époque. Il écrit, dans les Principes élémentaires de philosophie (1935-1936) : 
« Pour Berkeley, les choses existent ; il ne nie pas leur nature et leur existence, mais il affirme qu'elles n'existent que sous la forme des sensations qui nous les font connaître et conclut que nos sensations et les objets ne sont qu'une seule et même chose. Les choses existent, c'est certain, mais en nous, dit-il, dans notre esprit, et elles n'ont aucune réalité en dehors de l'esprit. »
Politzer reproche à Berkeley de nier l'existence du monde extérieur à notre esprit, et de rendre impossible toute science (c'est-à-dire toute connaissance objective du monde extérieur). Il affirme qu'« on n'a jamais vu d'esprit sans matière », que la matière « n'a pas besoin de l'esprit pour exister », et que « nous sommes capables de connaître le monde », ce qui serait impossible si le monde n'existait que comme représentation dans notre esprit.

## Postérité

### Métaphysique allemande
L'immatérialisme de Berkeley a eu une postérité dans la métaphysique, notamment chez Fichte et Bergson. Fichte, dans la lignée de Kant, critique l'« idéalisme » de Berkeley, et cherche une troisième voie entre ce dernier et le spinozisme. Le commentateur Jean-Christophe Goddard écrit que Fichte opère une sorte de retour à Descartes, c'est-à-dire à la tentative de concilier la position du Moi et celle de Dieu, « contre Berkeley, qui réduit toute réalité au seul moi », et contre Spinoza, qui pose l'existence de Dieu sans le « moi ». Fichte prend parti pour Descartes, car ce dernier, par l'intermédiaire de la « preuve ontologique », veut sauvegarder à la fois l'existence du « je pense », et l'existence de Dieu. En effet, nous retrouvons dans notre Moi l'idée d'infini que nous ne pouvons contenir, et qui n'a pu être mise dans notre esprit que par Dieu.
Là où Fichte reprend positivement l'apport de l'immatérialisme de Berkeley, c'est dans la deuxième partie de son ouvrage La Destination de l'homme. Fichte s'inspire du style littéraire et des idées des Trois dialogues entre Hylas et Philonous. En effet, la Destination se découpe ainsi : le livre I pose et étudie ce que Kant appelait le « panthéisme dogmatique » (d'inspiration spinoziste), soit l'affirmation unilatérale du caractère absolu de la Nature. Le livre II est un dialogue entre « Moi » et « l'Esprit », qui « n'est pas sans évoquer le dialogue berkeleysien d'Hylas et Philonous ». Ce livre sert à poser et étudier l'« idéalisme dogmatique », c'est-à-dire l'immatérialisme interprété par Kant : l'affirmation du caractère absolu du Moi. Enfin, le livre III tente de fonder le dépassement de l'opposition de la Nature et du Moi vers Dieu, seul idéalisme acceptable selon Fichte. C'est en ce sens que le philosophe allemand critique et reprend à la fois l'immatérialisme de Berkeley.

### Bergsonisme

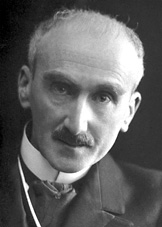
Henri Bergson, qui a donné des cours sur l'immatérialisme au Collège de France.

Henri Bergson enseigna la philosophie immatérialiste de Berkeley au Collège de France, pendant plusieurs années. Il résume ainsi cette philosophie : 
« Il suffit de jeter un coup d'œil sur l'œuvre de Berkeley pour la voir, comme d'elle-même, se résumer en quatre thèses fondamentales. La première, qui définit un certain idéalisme et à laquelle se rattache la nouvelle théorie de la vision (quoique le philosophe ait jugé prudent de présenter celle-ci comme indépendante), se formulerait ainsi : « la matière est un ensemble d'idées ». La seconde consiste à prétendre que les idées abstraites et générales se réduisent à des mots : c'est du nominalisme. La troisième affirme la réalité des esprits et les caractérise par la volonté : disons que c'est du spiritualisme et du volontarisme. La dernière enfin, que nous pourrions appeler du théisme, pose l'existence de Dieu en se fondant principalement sur la considération de la matière. »
L'association de ces quatre thèses, selon Bergson, forme la singularité de l'immatérialisme de Berkeley. Chaque thèse prise à part n'a en effet rien d'original selon le philosophe français, c'est l'« intuition » unique qui part dans ces quatre directions et les tient ensemble qui est originale.
Dans son essai Matière et mémoire, Bergson débat avec cet immatérialisme, surtout dans l'« Avant-propos ». À l'instar de Fichte, il tente de dépasser l'opposition entre l'idéalisme subjectif, ou antiréalisme, attribué à Berkeley (négation de l'existence de la matière) et un réalisme ou matérialisme absolu (négation de l'existence « en soi » de l'esprit). Le concept bergsonien d'image sera ainsi à « mi-chemin entre la chose et la représentation ».
Bergson reproche donc à Berkeley de ne pas voir le « caractère inflexible de l'ordre naturel » et de le rendre du même coup « inintelligible ». Réduire la réalité à nos représentations, nier le caractère substantiel du monde, c'est se priver de le connaître. Pourtant, Bergson reproche au réalisme un excès dans le sens inverse : faire de la matière une « chose » qui n'aurait rien à voir avec nos représentations. En ce sens, Bergson sait gré à Berkeley de nier les « propriétés occultes » de la matière, propriétés qui échapperaient intégralement à notre perception. Bergson crédite l'immatérialisme de Berkeley d'un « grand progrès » dans la philosophie.

### Psychiatrie
Le psychiatre Eugène Minkowski trouve des formulations proches de l'immatérialisme berkeleyen. Il écrit que la tranche de réalité que nous percevons « ne contient aucun « mystère » pour nos sens ; rien ne s'y dissimule derrière ce que nous y percevons ; tout y est, par la nature des choses, à notre portée ».

## L'immatérialisme bouddhiste
L'immatérialisme de Berkeley est explicitement rapproché de la philosophie bouddhiste (surtout l'école Yogācāra) par Jean-Marc Vivenza.

#### Sources primaires
- George Berkeley, Principes de la connaissance humaine, 1710.
- George Berkeley, Trois dialogues entre Hylas et Philonous, 1713.
- Johann Gottlieb Fichte, La Destination de l'homme, 1800.
- David Hume, Traité de la nature humaine, 1740.
- Emmanuel Kant, Critique de la raison pure, 2e édition, 1787.
- Vladimir Lénine, Matérialisme et empiriocriticisme, 1909.

#### Études
- Martin Bellefeuille, « L'immatérialisme de George Berkeley » [PDF], sur depot-e.uqtr.ca, 1998 (consulté le 9 mai 2017).
- Henri Bergson, Matière et mémoire, Paris, GF Flammarion, 2012, 352 p.
- Henri Bergson, La Pensée et le Mouvant, Paris, PUF, 1969, 294 p.
- Dominique Berlioz, Berkeley. Un Nominalisme réaliste, Paris, Vrin, 2000, 224 p.
- Sébastien Charles, Berkeley au siècle des Lumières. Immatérialisme et scepticisme au XVIIIe siècle, Paris, Vrin, 2003, 368 p.
- Roselyne Dégremont, Leçons sur la philosophie de George Berkeley, Paris, Ellipses, 2013, 305 p.
- Roselyne Dégremont, « La perception. De la connaissance humaine : Étude des Trois dialogues entre Hylas et Philonous », sur www.philopsis.fr, 23 octobre 2007 (consulté le 9 mai 2017).
- Jean-Pierre Leyvraz, « La notion de Dieu chez Berkeley », Revue de théologie et de philosophie, vol. 30, no 112,‎ 1980, p. 241-251 (lire en ligne [PDF], consulté le 9 mai 2017).
- Georges Politzer, Principes élémentaires de philosophie, Paris, Éditions Delga, 2009 (1936), 305 p.
- Jean-Marc Vivenza, Tout est conscience. Une voie d'éveil bouddhiste, Paris, Albin Michel, 2010, 254 p.

#### Littérature
- Henri Bremond, Poésie pure, 1926, p. 44.
- Albert Thibaudet, Histoire de la littérature française, 1936, p. 162.